# Maljeva
Maljeva (szerbül: Маљева), falu Bosznia-Hercegovinában, a Bosanska Krajina keleti részén, Kotor-Varoš községben, a Szerb Köztársaságban. 

## Fekvése
A település Bosznia-Hercegovina északi részén, Banja Lukától légvonalban 38, közúton 54 km-re délkeletre, községközpontjától légvonalban 15, közúton 22 km-re délkeletre, a Vrbanja jobb partján és a tőle keletre fekvő Vlasic-hegység területén, főként a Maljevska rijeka völgyében, 425-880 méteres tengerszint feletti magasságban fekszik.

## Népessége
| Nemzetiségi csoport | Népesség 1991 | Népesség 2013 |
| ------------------- | ------------- | ------------- |
| Szerb               | 585           | 206           |
| Bosnyák             | 0             | 0             |
| Horvát              | 1             | 1             |
| Jugoszláv           | 2             | 0             |
| Egyéb               | 7             | 0             |
| Összesen            | 595           | 207           |

## Története
A szerb lakosságú település 1878-ig tartozott az Oszmán Birodalomhoz, ekkor a berlini kongresszus határozata alapján az Osztrák-Magyar Monarchia része lett. 1910-ben a Kotor Varoš-i járáshoz tartozó településen 18 háztartást és 172 ortodox lakost, a hozzá tartotó Hodžino Brdo településen 11 háztartást és 114 ortodox lakost találtak. A monarchia szétesésével 1918-ban előbb a Szerb-Horvát-Szlovén Királyság, majd 1929-től a Jugoszláv Királyság része lett. 1921-ben 283 lakosa volt, mind ortodox szerbek. Az 1929-es törvény értelmében, amikor Bosznia-Hercegovinát négy banovinára, Drinskára, Vrbaskára, Zetskára és Primorskára osztották, a település a Vrbaska banovina része lett, amelynek székhelye Banja Luka volt. 
Jugoszlávia megszállása után a Független Horvát Állam (NDH) része lett. A második világháború után 1992-ig a szocialista Jugoszlávia részeként a Bosznia-Hercegovinai Népköztársasághoz tartozott. A boszniai háborút lezáró daytoni békeszerződést követő területfelosztásnál Kotor-Varoš község részeként a Szerb Köztársaság területéhez került.